# Cal Boter (Castellar del Vallès)
Cal Boter és un edifici de Castellar del Vallès (Vallès Occidental) protegit com a Bé Cultural d'Interès Local.

## Descripció
Es tracta d'un habitatge unifamiliar de filiació modernista. Els murs estan arrebossats, i el frontis, presenta una distribució simètrica, marcant l'eix la porta amb finestres a cada costat. Els llindars, en relleu, formen pilastres culminades per capitells amb motius florals, a manera d'elements sustentats a la llinda. La façana lateral esquerra, mostra trets modernistes més pronunciats: un arc de tres quarts de cercle, en relleu, emmarca dues finestres, sobre aquestes un petit òcul decorat amb motius vegetals en relleu al seu interior. L'extradós de l'arc està decorat amb teules de ceràmica amb dibuixos formant greques. L'acabament de la façana és soluciona amb un joc de línies ondulants, més marcades en la façana lateral esquerra. El carener de la teulada corre paral·lel al frontis. Els vèrtex de l'edifici, coincidint amb la part superior de les ondulacions, estan coronats per unes esferes esculpides amb decoració vegetal